# 木村達哉
木村 達哉（きむら たつや、1964年1月29日 - ）は、日本の作家、元英語教師、YouTuber。清風中学校・高等学校、関西学院大学文学部英文学科卒。西大和学園中学校・高等学校の英語科教諭、灘中学校・高等学校の英語科教諭・教科主任・学年主任を歴任。関西学院大学フェロー。新潟産業大学客員教授。一般社団法人ふくしま学びのネットワーク進学アドバイザー、おきなわ学びのネットワーク理事。参考書やエッセイの執筆などで有名である。自他共にキムタツと称する。2005年に立ち上げた英語指導法の勉強会チームキムタツに加入している英語教員は4600名（2020年4月末時点）で、日本各地で勉強会や講演を開催している。英語教員を育てる意図で「英語教師塾」を立ち上げるなどの教育活動のほか、作家として文筆業にも精力的に取り組んでいる。2021年9月、沖縄の芸能事務所オリジン・コーポレーションに入所。

## 著書
- 絵本
  - あなたのちからになりたくて（ラグーナ出版）

- 単行本
  - 東大に入る子が実践する勉強の真実（角川書店）
  - AI時代の読む力（宝島社）：出口汪氏との共著
  - 大学合格 キムタツ相談所 （旺文社）
  - キムタツ式灘校生が実践しているTOEICTEST900点を当たり前の取るためのパワフルメソッド（角川書店）
  - 夢を叶える英語勉強法 ユメ勉 （アルク）
  - 頑張ってるから悩むねん （ベネッセ）
  - 東大合格手帳（アルク）
  - 人生の授業（あさ出版）
  - 30動詞でおどろくほどカンタンに話せるようになるマンガで英会話（講談社）
- 参考書・英語教材
  - キムタツ式 英語長文速読特訓ゼミ 基礎レベル編（旺文社）
  - キムタツ式 英語長文速読特訓ゼミ センターレベル編（旺文社）
  - キムタツ式 英語長文速読特訓ゼミ 難関レベル編（旺文社）
  - はじめての英文速読（旺文社）
  - 名スピーチリスニング（朝日出版社）
  - 夢をかなえる英単語 ユメタン⓪中学修了～高校基礎レベル（アルク）
  - 夢をかなえる英単語 ユメタン①センター試験レベル（アルク）
  - 夢をかなえる英単語 ユメタン②国公立大2次・難関私立大レベル（アルク）
  - 夢をかなえる英単語 ユメタン③東大・京大レベル（アルク）
  - 夢をかなえる英単語 新ユメタンJr.身の回りのことを話そう編（アルク）
  - 夢をかなえる英単語 新ユメタン⓪中学修了～高校基礎レベル（アルク）
  - 夢をかなえる英単語 新ユメタン①大学合格必須レベル（アルク）
  - 夢をかなえる英単語 新ユメタン②難関大学合格必須レベル（アルク）
  - 夢をかなえる英単語 新ユメタン③スーパーハイレベル（アルク）
  - 夢をかなえる英文法 ユメブン⓪中学総復習～高校入門レベル（アルク）
  - 夢をかなえる英文法 ユメブン①高校修了～大学入試レベル（アルク）
  - 夢をかなえる英熟語 ユメジュク（アルク）
  - 夢をかなえる英熟語 新ユメジュク（アルク）
  - 夢をかなえる英作文 ユメサク（アルク）
  - 夢をかなえる英作文 新ユメサク（アルク）
  - 東大英語基礎力マスター（徹底復習篇）（講談社）
  - 東大英語基礎力マスター（基本単語・基本熟語篇）（講談社）
  - 東大英語基礎力マスター（基本文法篇）（講談社）
  - 東大英語基礎力マスター（基本構文篇）（講談社）
  - 東大英語基礎力マスター（英文解釈法実況講義篇）（講談社）
  - 東大英語基礎力マスター（基礎英作文実況講義篇）（講談社）
  - 東大英語基礎力マスター（リスニング篇）（講談社）
  - 国立大学英語リーディング（超難関大学編）（アルク）
  - 私立大学英語リーディング（超難関大学編）（アルク）
  - 東大英語ライティング&グラマー（アルク）
  - 東大英語リーディング（アルク）
  - 東大英語リスニングSUPER（アルク）
  - 新・東大英語リスニングSUPER（アルク）
  - 東大英語リスニング（アルク）
  - 新・東大英語リスニング（アルク）
  - 東大英語リスニングBASIC（アルク）
  - 新・東大英語リスニングBASIC（アルク）
  - センター試験英語合格の法則（語彙・語法・文法・発音編）（アルク）
  - センター試験英語リスニング合格の法則（実践編）（アルク）
  - センター試験英語リスニング合格の法則（基礎編）（アルク）
  - 高校英語リスニング合格の法則（基礎編） （アルク）
  - 高校英語リスニング合格の法則（実践編） （アルク）
  - キムタツ・シバハラの英作文、対談ならわかりやすいかなと思いまして（三省堂）
  - 毎日続ける！英語リスニング①英検３級～準２級レベル編（三省堂）
  - 毎日続ける！英語リスニング②英検２級レベル編（三省堂）
  - 毎日続ける！英語リーディング①構造分析編（三省堂）
  - 毎日続ける！英語リーディング②速読編（三省堂）
- 学校専売品
  - ３ステップスピーキングドリル①（Gakken）
  - ３ステップスピーキングドリル②（Gakken）
  - ユメタンライティング⓪（アルク）
  - ユメタンライティング①（アルク）
  - 夢をかなえる英語リーディング ユメリー⓪（アルク）
  - 夢をかなえる英語リーディング ユメリー①（アルク）
  - 夢をかなえる英語リーディング ユメリー②（アルク）
  - 英語反復トレーニング①（文英堂）
  - 英語反復トレーニング②（文英堂）
  - 英語反復トレーニング③（文英堂）
  - 中学英語まるまる総復習BOOK（三省堂）
  - 中学英語まるまるリスニングBOOK 基礎編（三省堂）
  - 中学英語まるまるリスニングBOOK 標準編（三省堂）
  - 高校英語まるまるリスニングBOOK 基礎編（三省堂）
  - 高校英語まるまるリスニングBOOK 標準編 （三省堂）
  - まるまる反復英文法総復習BOOK基礎編（三省堂）
  - Listening & Speaking Training Seminar 1（ラーンズ）
  - Listening & Speaking Training Seminar 2（ラーンズ）
  - Listening & Speaking Training Seminar 3（ラーンズ）
  - 5STAGE英文法完成 BOOK1（数研出版）
  - 5STAGE英文法完成 BOOK2（数研出版）
  - 5STAGE英文法完成 BOOK3（数研出版）
  - ユメリス⓪ CEFR A1レベル（アルク）
  - ユメリス① CEFR A2レベル（アルク）
  - ユメリス② CEFR B1レベル（アルク）
  - ユメリス③ CEFR B2レベル（アルク）
  - 夢をかなえるリスニング基礎トレーニング編（アルク）
  - 夢をかなえるリスニングセンター準備編（アルク）
  - 夢をかなえるリスニングセンター標準編（アルク）
  - リスニングボックス 共通テスト対策リスニング（啓林館）
  - リスニングボックス センター対策リスニング（啓林館）
  - リスニングボックス センター対策リスニング 新訂版（啓林館）
  - リスニングボックス 共通テスト対策リスニング（啓林館）
  - ECOM基礎編（ベネッセ）
  - ECOM標準編（ベネッセ）
  - リスニング基礎ノート（アルク・ベネッセ）

## メディア出演
- ナガハマヒロキの週刊リッスン！（琉球放送）
- ひーぷー・Kジャージのだーるばー（ラジオ沖縄）
- キムタツ×ひーぷー　オキナワ・ジモトーク（2022年9月27日 - 、ラジオ沖縄） - 沖縄の舞台演出家、お笑いタレント「ひーぷー」こと、真栄平仁との共演[2]。
- オリジンアワー（FM那覇）